# Kanteletar
 (juillet 2016).
La Kantélétar (finnois : Kanteletar) est un recueil de  poèmes folkloriques  finnois compilé par Elias Lönnrot,.

## Origine
Paru en 1840, on peut le considérer comme l’œuvre sœur du Kalevala,,.
Les poèmes lyriques de la Kantélétar sont principalement recueillis en Carélie finlandaise.
Dans son introduction, Elias Lönnrot évoque les lieux de récoltes de Lieksa, Ilomantsi, Kitee, Tohmajärvi, Sortavala, Jaakkima et de Kurkijoki (fi). 
Les poèmes du troisième tome ont été recueillis en Carélie russe.

## Composition
À l'origine la Kanteletar est composé de trois tomes.
Le premier tome est un recueil de 238 poèmes lyriques que Elias Lönnrot appelle les chants communs (yhteiset laulut). Ceux-ci sont divisés en chants de mariage, de bergers et d'enfants. Le deuxième tome est un recueil de 354  poèmes lyriques que Elias Lönnrot nomme chants spécifiques. Selon Lönnrot ils regroupe des chants de jeunes filles, de femmes, de garçons et de filles. Le troisième tome regroupe 60 poèmes historiques, de romances, légendes, ballades et d'épopée lyrique.  
Dans la troisième édition de 1887, Elias Lönnrot a rénové complètement le troisième tome.

## Étymologie
Le nom est formé du nom du kantele (instrument de musique) et du morphème féminin tar, traduit approximativement par « déesse du kantele » ou « muse du kantele ».